# Río Tembe
El río Tembe se sitúa en la provincia de Maputo, República de Mozambique.
En conjunto con los ríos Matola, Umbeluzi, e Infulene, forma el estuario de Espíritu Santo, donde se encuentra la capital, Maputo y el principal puerto del país, el puerto de Maputo.